# Дадиани, Терезия Мамиевна
княгиня Терезия (Тереза) Мамиевна Дадиани, урождённая княжна Гуриэли (1825, Озургети, княжество Гурия под покровительством России — 24 марта 1871, Кутаис, Кутаисская губерния, Российская империя) — российская грузинская аристократка, кавалерственная дама ордена Святой Екатерины меньшого креста.

## Биография
Дочь владетеля Гурии, генерал-майора русской службы князя Мамии V Гуриели (1789—1826; владетель с 1803) и его жены княгини Софии, урождённой княжны Цулукидзе (ум. 7 сентября 1829). 
Оставшись сиротой после смерти отца (1826) и матери (1829) Терезия была отправлена в Санкт-Петербург, где обучалась в Смольном институте благородных девиц. В тот период титуловалась: её светлейшее высочество княжна Терезия Гуриэли. 
По словам современницы, в юности княжна Тереза была «замечательно хороша — обычною, тяжелой грузинской красотою: белая, крупная, с большими миндалевидными глазами, при этом она отличалась каким-то властным, доминирующим голосом и гомерическим хохотом, раскаты которого были хорошо знакомы всему Смольному «монастырю»». Портила её лишь излишняя полнота, отчего она «ходила переваливаясь как уточка».
Окончив Смольный институт в 1842 году, Терезия Гуриэли некоторое время была фрейлиной при дворе императора Николая I, а в 1845 году вышла замуж за князя Григория Дадиани (1814—1901) из рода владетелей Мингрелии. Сам Григорий Дадиани не был владетелем, но активно участвовал в управлении Мингрелией, а кроме того на русской службе дослужился до чина генерала от инфантерии (полного генерала; при жизни супруги, с 1861 года имел чин генерал-лейтенанта) и был известен своей лояльностью России. Бракосочетание состоялось в Санкт-Петербург в эрмитажной придворной церкви. Император Николай I был на свадьбе посаженным отцом.
Супруги поселились в Кутаиси, где княгиня Терезия стала покровительницей многих благотворительных заведений. В 1861 году, во время посещения Кутаиса иvператором Александром II, княгиня Терезия была пожалована орденом Святой Екатерины меньшего креста за свою благотворительную деятельность, награду 	18 октября того же года вручал ей лично государь. 
В дальнейшем княгиня Терезия продолжала активно заниматься помощью бедным и обездоленным людям. 
Княгиня скончалась 24-го марта 1871 года (по старому стилю), после продолжительной болезни. Тело ее было отвезено в Мингрелию и положено в усыпальницу мингрельских владетелей, в Мартвильском монастыре.